# Turbínová hala továrny AEG

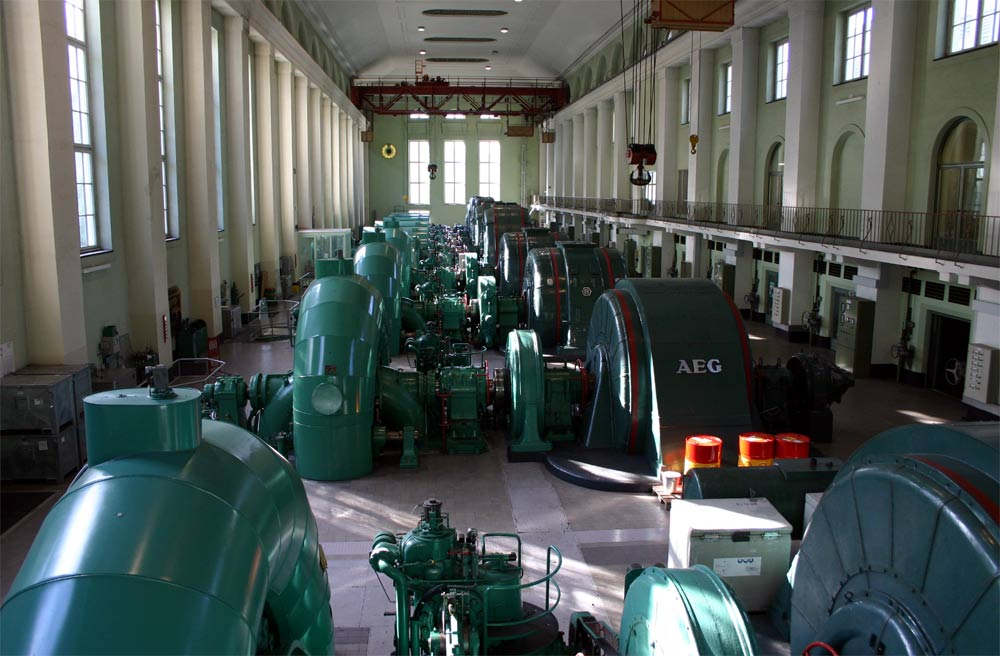
Interiér haly

Montážní hala továrny AEG na výrobu turbín (německy AEG-Turbinenfabrik) v Berlíně byla první typově moderní továrnou s jasně vymezeným uměleckým ztvárněním. Nachází se v berlínské čtvrti Moabit.

## Vznik továrny
Továrna byla vybudována v letech 1908-1909 dle návrhu německého architekta Petra Behrense (1868-1940), který od roku 1907 vykonával funkci uměleckého poradce ve Všeobecné elektrické společnosti AEG. Jeho přínos se týkal i návrhů průmyslových budov podniku. Ve spolupráci s inženýrem Karlem Bernhardem byl v roce 1908 pověřen úkolem navrhnout prostor pro montáž turbín, který by dovoloval zvedat a přemísťovat obrovské součástky v různých fázích výroby a zajistil by přístup i po železnici. Dalším požadavkem bylo maximální využití přirozeného osvětlení.
Výsledkem těchto požadavků byl návrh 127 m dlouhé a 25 m široké stavby v podobě obdélníkového hranolu ležícího strategicky na jižním rohu továrního komplexu podél ulic Hüttenstrasse a Berlichingenstrasse. Působivá čelní fasáda byla výkladem prosperujícího německého koncernu.

## Architektonické řešení
Stavba je zastřešena jediným obloukem, tvořeným průhlednou obloukovou klenbou s mnohoúhelníkovým profilem. Konstrukce ze železa a skla je na rozích ukončena masivními nakloněnými stěnami, jejichž povrchy připomínající rustikované kamenné zdivo jakoby podpírající celou stavbu.
Exteriér vypovídá o významné úloze společnosti AEG v Německu. Architekt použil výrazové prostředky a monumentalitu starověkého Řecka. Budova, označována jako moderní Parthenón[zdroj?], odkazuje na klasické chrámy. Štítové průčelí je lemováno dvěma vzhůru se zužujícími pylony, s tympanónem polygonálního tvaru, který je umístěn nad velkou zasklenou plochou a je do něj vytesán symbol podniku.
Nosný systém třídílných oblouků s táhly má výšku 25,60 m. Boční stěny jsou rozčleněny v pravidelném rytmu směrem dolů se zužujícími železnými výztuhami. Jsou tvořeny kontinuální skleněnou plochou, která je rozdělena do oddílů a spočívá na železobetonovém základě. Pilíře jsou podepřeny přišroubovanými ocelovými spoji. Chrámový vzhled této haly je však jen chytře realizovanou iluzí. Mohutně působící prvky fasády sestávají z lehkého betonového obalu, který je zachycen na ocelové mřížovině. Jsou zakončením prostoru, ale nemají nosnou funkci. Úzké železné pásy ve spárách rohových pylonů a jemné kovové rámování tympanonu prozrazují umělecký záměr použitých prostředků. Interiér, prosvětlený velkými okny, je ryze funkční.
Továrna na výrobu turbín je se stala ukázkovým příkladem sjednocení klasické architektury s novou realitou průmyslového obchodu a výroby.

## Použitá literatura
- Glancey,J.: Moderní architektura. Praha, Albatros 2004, s.34
- Goessel,P.,Leuthäuserová,G.: Architektura 20. století. Taschen 2003, s.92
- Prinaová,F.: 1000 let architektury. Slovart 2006, s.304
- Senott,S.R.: Encyklopedia of 20th century architecture. Volume 1. Dearborn 2004, s.17-18